# Convento de las Flamencas
El Convento de las Flamencas o Convento de Nuestra Señora de la Quietación (en portugués: Convento das Flamengas o Convento de Nossa Senhora da Quietação) es un antiguo convento ubicado en la parroquia portuguesa de Alcântara, en Lisboa.
Fue erigido entre 1582 y 1586 y el arquitecto responsable fue Nicolau de Frias.
Fue fundado por Felipe II de España para recibir a un grupo de monjas de Flandes, que en ese momento eran objeto de persecución por parte de los protestantes.
Era un convento de mujeres, de la orden de las Clarisas Capuchinas.
La iglesia y sus instalaciones pertenecen a la Real Hermandad de Nuestra Señora de la Quietación desde 1890.